# الجمعية الفلكية (العمانية)
الجمعية الفلكية العُمانية؛ جمعية علمية غير ربحية تُعنى بعبوم الفلك والفضاء، ورصد ومتابعة الأحداث الفلكية ذات الأهمية وتعريف الجمهور بها، بالإضافة إلى تأصيل علوم الفلك والفضاء في المجتمع وجمع المهتمين بها؛ لتبادل الخبرات وتطويرالمعارف.

## تاريخ الإنشاء
أنشئت بقرار وزاري في السابع من يونيو لعام 2017، ومقرها محافظة مسقط

## رؤيتها
الريادة والتميز في مجالات الفلك والفضاء ثقافة وبحثاً

## أهدافها
تهدف الجمعية إلى:
- النهوض بالمستوى الثقافي والعلمي في مجالات علوم الفلك والفضاء
- استحداث تطبيقات فضائية؛ للإسهام في جهود التنمية المستدامة باسلطنة عمان
- تطوير البنية الفلكية
- تنمية الدراسات والبحوث الفلكية والفضائية[4]

## لجان الجمعية
تضم الجمعية عدة لجان، وهي:

### لجنة الأرصاد الفلكية
تهتم برصد أهم الأحداث الفلكية وتقوم على تسجيلها ونشرها.

### لجنة التواصل المجتمعي
تعمل على ابراز دور الجمعية في مختلف وسائل الاعلام وتصوير وتوثيق الأنشطة والفعاليات الفلكية

### لجنة شؤون الأعضاء
تهتم بالأعضاء وشؤونهم

### لجنة الدعم والاستثمار
تقوم بالتواصل مع الجهات والتعاون في الرصد والأنشطة الفلكية، والسعي لجذب الاستثمارات والشراكات

### لجنة برامج الفضاء
تتابع كل جديد حول العالم فيما يخص علوم الفضاء ومشاركة لجنة التواصل لتقوم بدورها في نشره للأعضاء والمجتمع من خلال برامج التواصل الاجتماعي

## وصلات خارجية
- “الفلكية العمانية”: سماء سلطنة عمان تشهد زخة شهب البرشاويات
- فعالية الرصد الفلكي
- الجمعية الفلكية العمانيةتقيم مخيمها الفلكي الثامن بجبل شمس